# Minnette de Silva
Minnette de Silva (Kandy, 1 de febrero de 1918 - Kandy, 24 de noviembre de 1998) fue la primera arquitecta de Sri Lanka, Perteneció a las jóvenes generaciones que participaron en el CIAM 6 de Bridgwater en 1947.

## Primeros años
Minnette de Silva nació en una familia políticamente comprometida con la independencia de su país, profundamente anticolonial aunque no antioccidental. Antes de partir para Londres a estudiar arquitectura en la Architectural Association trabajó en el estudio del arquitecto y urbanista berlinés Otto Koenigsberger (1908-1999) en Bangalore. En Londres conoció a Jane Drew y Maxwell Fry de quienes sería amiga durante toda la vida. Se graduó en la Architectural Association en 1948.
Siendo estudiante en Londres acude como representante del sudeste asiático al CIAM 6 en Bridgwater de 1947. Este congreso tuvo lugar un mes después de la independencia de la India y Pakistán de Gran Bretaña, y meses antes que su propio país se independizara. En este congreso ella presentó los trabajos del MARG, el grupo de investigación de la India sobre arquitectura moderna inspirado en el grupo inglés MARS, que fue la base de la revista actual del mismo nombre de arte en India. Su presencia en los CIAM se prolongó hasta el año 1956 siempre como delegada de Ceylan e India, y relacionando a MARG con los CIAM.
El nombre de MARG además de acrónimo del grupo de investigación, significa en hindi, calle ancha. El editor-fundador de la revista en 1946 fue Mulk Raj Anand (1905-2004) y fue el director por 30 años. Entre los cofundadores arquitectos estaban Otto Koeningsberger y Minnette de Silva. Ella también era la editora de arquitectura. El objetivo de la revista era la exposición y discusión de las vanguardias modernas que se veía en todos los campos como el lenguaje apropiado para una sociedad postcolonial. En cuanto a la arquitectura también buscaban que esta sea considerada y se le diera valor entre la sociedad.La dedicación a la arquitectura de la revista fue perdiendo fuerza a lo largo de los años 50, llegando a desaparecer el grupo MARG en 1963, no así la revista que al día de hoy continúa con el nombre y dedicada a las artes, y que a veces incluye arquitectura. El objetivo de difundir la arquitectura moderna y a los arquitectos locales no fue logrado.

## Trayectoria
Para Minnette de Silva su arquitectura tenía que ser de una modernidad regional en el trópico, una arquitectura que no fuera un simple barniz de modernidad colonial, sino que había que trabajar para poner en relación y sintetizar lo moderno con lo regional, siendo esencial reconocer lo necesario de lo occidental y aprender a cuidar lo mejor de sus propias tradiciones. Esta posición no significaba la utilización ornamental de la tradición sino que debía utilizar los medios más modernos y progresistas al tiempo que se adoptaba el “sonido” y los principios fundamentales de la edificación del pasado.
Su primera obra fue la casa Karaunaratne publicada por la revista Marg en 1958, y se la describía como un experimento de arquitectura moderna regional. La casa dividida en dos niveles combinaba construcción y materiales modernos como hormigón armado y ladrillos de vidrio con artesanía y materiales locales incluyendo cerámicas, madera de teka y puertas paneladas con tejidos de Dumbara hechos a mano. Ella denominaría a esta arquitectura trans-regionalista debido a que a la planta libre le agregaba paneles móviles de la arquitectura tradicional japonesa para realizar las particiones internas, y estaba rodeada de una galería propia de la arquitectura local. Desde la revista se aplaudía la síntesis del proyecto entre los elementos locales, la adecuación al clima y a las condiciones sociales, así como la fusión de la casa con el jardín. Entre sus proyectos de casas más reseñados se cuentan las dos casas para la familia Amarasinghe en Colombo, en 1954 y 1960, las casas apareadas Coomaraswamy y la casa Sereviratne en Kandy entre 1970 y 1972.
Entre sus intereses, también estuvo la vivienda mínima, sobre la que escribió un artículo Cost Effective Housing Studies (1954–1955).
Estas consideraciones se verifican en el edificio de apartamentos de Senanayake de 1957, en donde la planta baja libre con pilotis y las terrazas ajardinadas tomadas de la Unidad Habitacional de Le Corbusier le permiten aquí una mayor ventilación y circulación de la brisa. Para ella la arquitectura tropical se relacionada con cuestiones de la comunidad.
Escribió para numerosas revistas, y en 1960 escribió un capítulo dedicado a la arquitectura del sudeste asiático en el libro Historia de la arquitectura de Banister Fletcher. Fue la primera profesora de arquitectura en Hong Kong en 1975 por cinco años, regresando a su ciudad natal para trabajar en el proyecto y construcción de un Centro de Arte que ella consideraba sumamente necesario.
Desde los primeros años 80, en que se retiró, hasta el final de su vida trabajó en la redacción de sus memorias, que fueron publicadas poco después de su muerte Life and Work of an Asian Woman Architect (1998). El libro es un collage de experiencias sin sentido cronológico lineal, en el que deja entrever las dificultades, o prejuicios que tuvo que enfrentar: “exotizada” en Londres; Le Corbusier la veía como la personificación de la visión romántica de la India; por ser arquitecta mujer en su país; por ser mujer y no casarse, por no regirse por la heteronormatividad, por estar más pendiente de la producción que de la reproducción. En el artículo de David Robson podemos entender las dificultades a las que se enfrentó Minnette de Silva, en una sociedad muy tradicional y patriarcal. Ella se encontraba sola con falta de colegas y de espacios para la discusión y el crecimiento profesional y académico.
Según Liane Lefaivre, Minnette de Silva y Lina Bo Bardi, fueron las dos arquitectas más importantes con estudio propio después de 1950 y fueron las máximas representantes de la arquitectura del regionalismo crítico que se desarrolló especialmente en países tropicales a partir de la década del 50. Sin embargo, hasta que realizaron sus propias publicaciones ambas solo fueron reconocidas por su entorno próximo.